# Muzeum Krajoznawcze Obwodu Irkuckiego
Muzeum Krajoznawcze Obwodu Irkuckiego (ros. Иркутский областной краеведческий музей) – muzeum w Irkucku, najstarsze na Syberii, jedno z najstarszych w Rosji, będące publiczną placówką kultury obwodu irkuckiego. Muzeum składa się z sześciu wydziałów badawczych: wydziału historii, wydziału przyrody, wydziału wystaw, wydziału funduszy, wydziału metodyczno-informacyjnego i biblioteki. Muzeum organizuje wystawy i ekspozycje, z rocznym udziałem do 300 tysięcy osób.

## Historia

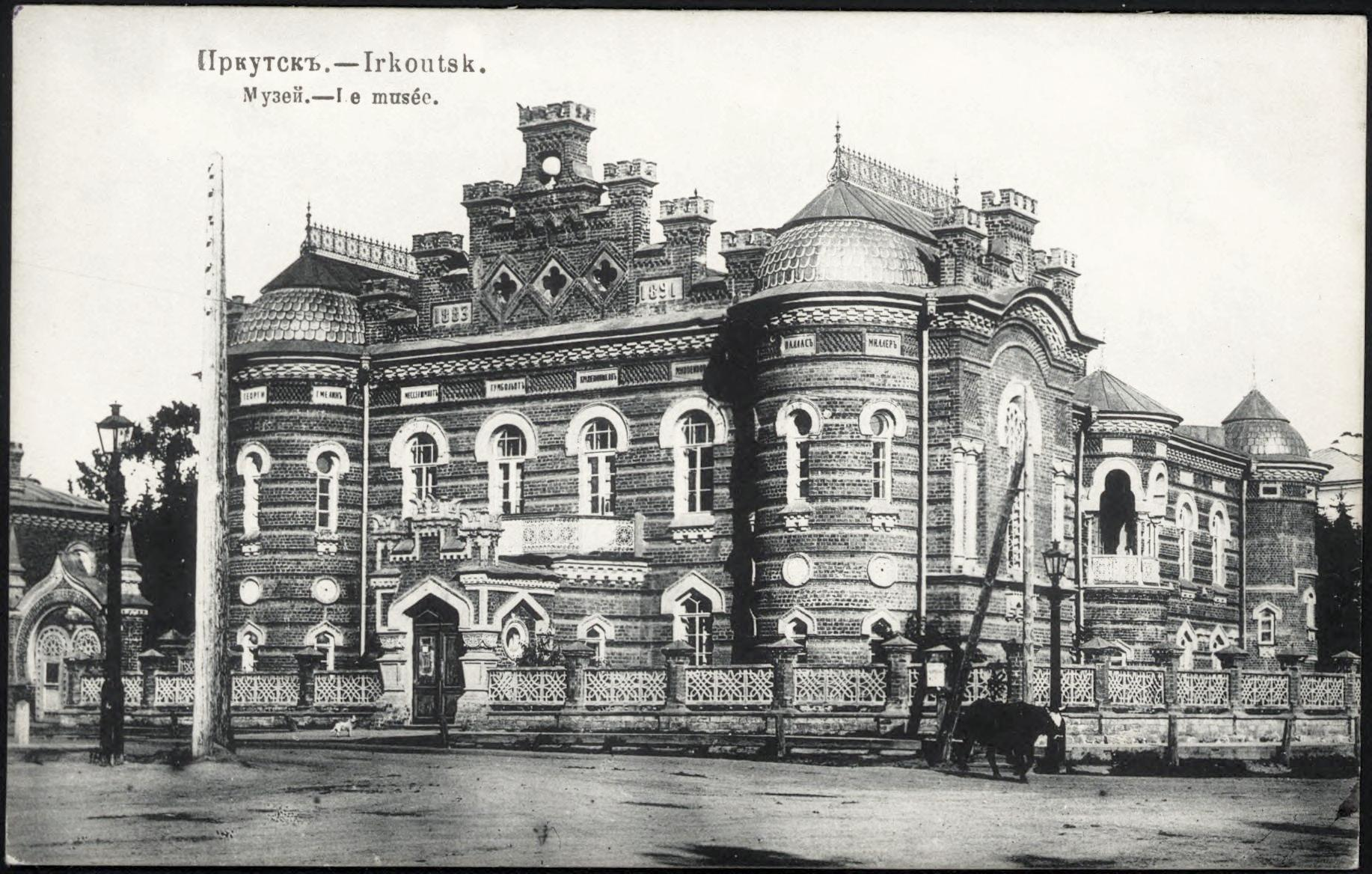
Budynek muzeum w 1910 r.

Muzeum zostało założone 3 grudnia 1782 roku przez gubernatora Irkucka F. Kliczka z pieniędzy zebranych wśród miejscowej szlachty i kupców. Część kwoty dołożył także sam gubernator. Głównymi założycielami i organizatorami muzeum i biblioteki zostali wysłannik Carskiej Akademii Nauk – przyrodnik Aleksandr Karamyszew, który był odpowiedzialny za bibliotekę oraz honorowy członek Akademii Nauk Erik Laxmann – fińsko-szwedzki duchowny, podróżnik i naukowiec. Podczas swoich podróży po Rosji, Laxman zebrał unikalną kolekcję mineralogiczną oraz zielniki, które stały się podstawą dwóch muzeów – Muzeum Instytutu Górnictwa w Petersburgu i muzeum w Irkucku.
Irkuckie muzeum przekształciło się w ośrodek badania Syberii i obszarów przyległych co związało się z otwarciem w Irkucku w 1851 r. Syberyjskiego Oddziału Rosyjskiego Towarzystwa Geograficznego, która to instytucja przeniosła się do budynku muzeum w 1854 r. Począwszy od lat 60. XIX wieku z działalnością muzeum związali się polscy zesłańcy: Benedykt Dybowski, Wiktor Godlewski, Aleksander Czekanowski i Jan Czerski, którzy za swe zasługi w poznawaniu Syberii otrzymali złote medale Rosyjskiego Towarzystwa Geograficznego. W dziedzinie badań archeologicznych zasłużył się Mikołaj Witkowski. Cechą charakterystyczną ówczesnej działalności muzeum było systematyczne badanie azjatyckiej części Rosji, głównie Syberii Wschodniej i Rosyjskiego Dalekiego Wschodu, do których to terenów organizowano wyprawy: R. Maaka (w 1853), A.P. Szczapowa (w 1856), D. Klemienca, G. Potanina, N. Jadrincewa, I. Łopatina i P. Kropotkina.

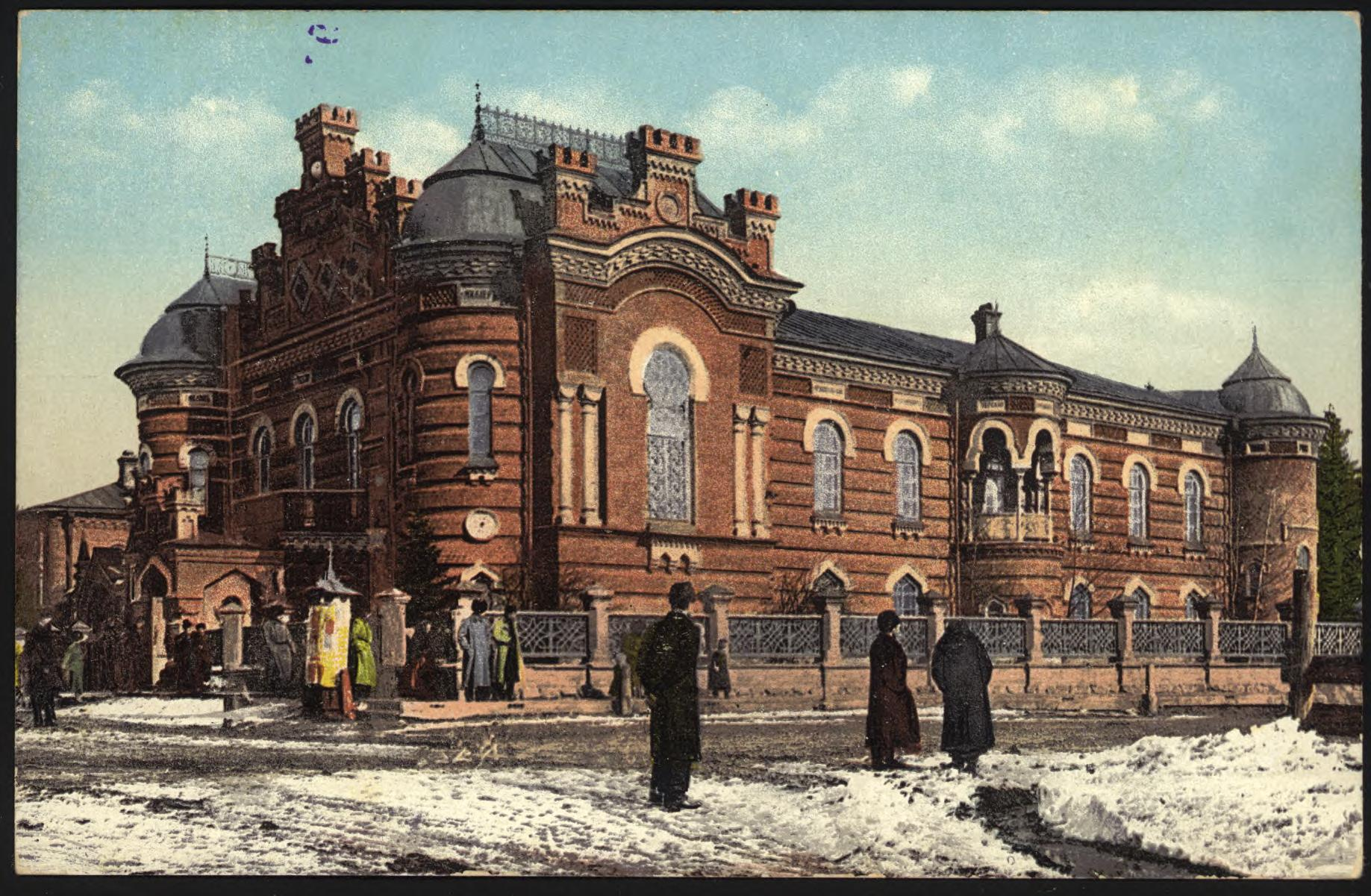
Budynek muzeum przed 1917 r.

W 1879 r. doszło do wielkiego pożaru w Irkucku, podczas którego spaliła się większość drewnianej zabudowy miasta, w tym budynek muzeum i biblioteki – utracono wówczas 22 tys. eksponatów i 10 tys. książek. Po tym wydarzeniu podjęto decyzję o przebudowie, a w zasadzie wybudowaniu nowego, murowanego budynku. Nowy gmach wzniesiono z inicjatywy Rosyjskiego Towarzystwa Geograficznego według projektu barona Heinricha Rosena. Zbiórki pieniędzy prowadzono także wśród firm jak i osób prywatnych. Budowę wsparły finansowo także różne organizacje, w tym Carska Akademia Nauk, Wolne Towarzystwo Ekonomiczne, Główne Obserwatorium Geofizyczne i Towarzystwo Moskiewskich Przyrodników. Uroczystego otwarcia dokonano 6 października 1883 r. Jest to do dziś jedyny w Irkucku budynek w stylu pseudomauretańskim. W latach 80. i 90. XIX w. muzeum otrzymało zróżnicowaną kolekcję eksponatów z ekspedycji G. Potanina, N. Bobyria, L. Jaczewskiego, J. Prejna, W. Obruczewa, I. Sawienkowa i innych. 
Kolekcje irkuckiego muzeum wielokrotnie były przedstawiane na wystawach w Rosji i za granicą: w 1868 na wystawie rolniczej w Irkucku, w 1877 na wystawie archeologicznej w Kazaniu, w 1879 na wystawie antropologicznej w Moskwie a w 1898 eksponaty irkuckiego muzeum zostały zaprezentowane na Wystawie Światowej w Paryżu. W 1896 roku na wystawie Niżnym Nowogrodzie muzeum otrzymało najwyższą nagrodę – dyplom pierwszego stopnia.
W 1920 roku muzeum zostało znacjonalizowane. W 1936 roku w podziemiach muzeum została wydzielona kolekcja sztuki, która stała się później podstawą Muzeum Sztuki Regionalnej w Irkucku.
24 czerwca 1980 r. decyzją Komitetu Wykonawczego budynek muzeum został wpisany do rejestru zabytków.

## Kolekcja
Muzeum przedstawia przyrodę, historię i kulturę narodów i terenów Syberii, Dalekiego Wschodu, Kamczatki, Chin i Mongolii.
Eksponaty znajdują się w następujących ekspozycjach:
- Archeologia Przybajkala
- Etnografia pierwotnych ludów Syberii
- Przyłączenie Syberii Wschodniej do Imperium Rosyjskiego
- Oświecenie w guberni irkuckiej XVIII – pocz. XX w.
- Historia pierwotnych ludów Przybajkala w mitach i legendach
- XX wiek w kolekcjach muzealnych
- A.W. Kolczak – oficer, badacz polarny, Najwyższy Wódz, Admirał
- Przyroda obwodu irkuckiego
- Główne surowce naturalne obwodu irkuckiego
- Rzadkie gatunki zwierząt obwodu irkuckiego
- Świat zwierząt tajgi
- Świat zwierząt stepu i lasostepu
- Płazy i gady obwodu irkuckiego
- Ptaki i ich środowisko
- Bajkał – perła Syberii. Problemy ekologiczne jeziora.
- Świat zwierzęcy okresu zlodowacenia

## Opis budynku oddziału historii
Budynek, wybudowany w stylu pseudomauretańskim, charakteryzuje się oryginalną bryłą z 4 basztami, przez co swym kształtem przypomina zamek.

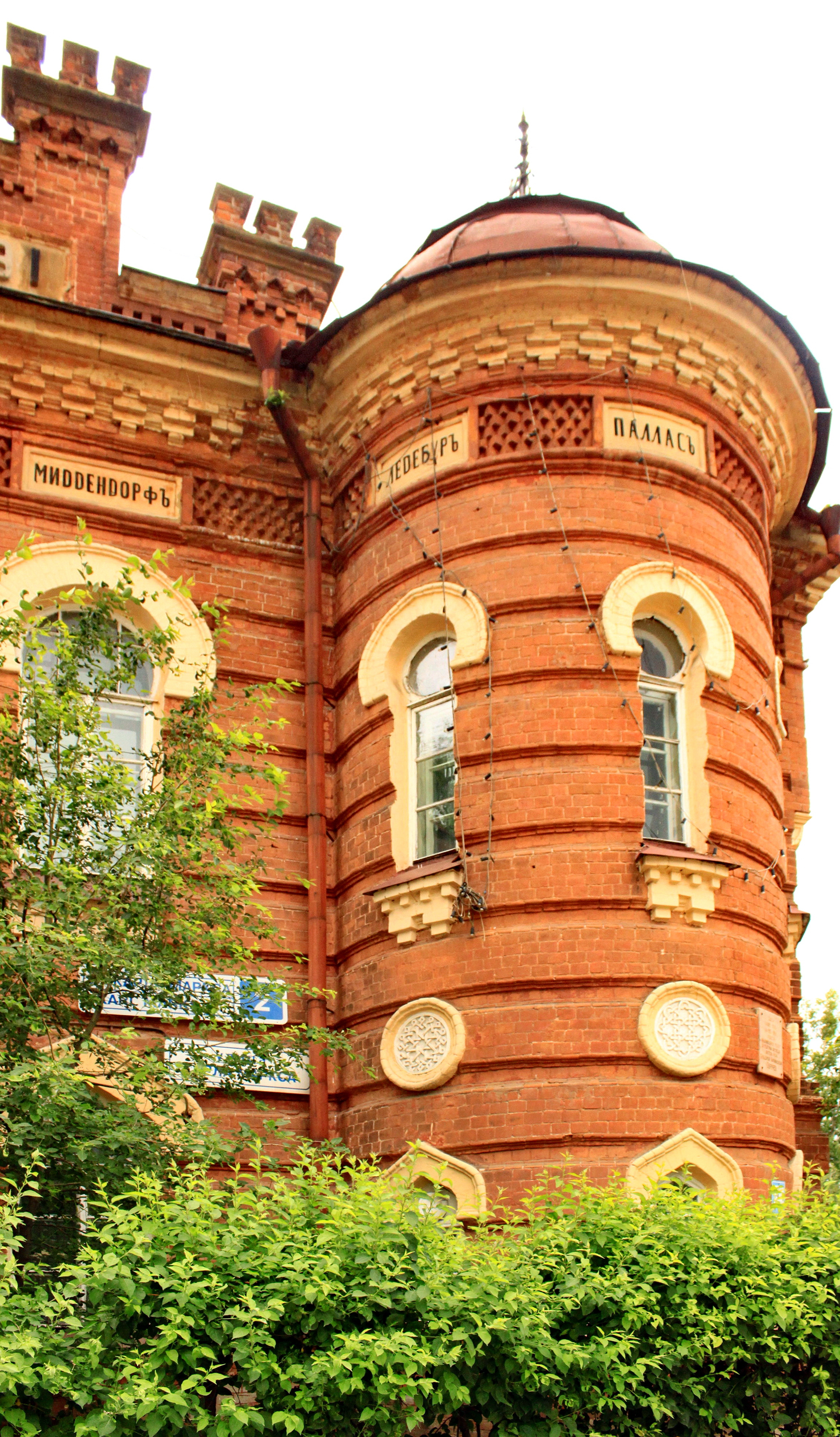
Elewacja budynku z widocznymi nazwiskami

Na fryzie okalającym budynek znajdują się nazwiska 22 najbardziej zasłużonych badaczy Syberii i Dalekiego Wschodu, którymi byli: Vitus Bering, Ferdinand von Wrangel, Johann Gottlieb Georgi, Johann Georg Gmelin, Alexander von Humboldt, Stiepan Kraszeninnikow, Karl Friedrich von Ledebour, Alexander von Middendorff, Gerhard Friedrich Müller, Peter Simon Pallas, Georg Wilhelm Steller, Richard Maak, Karł Maksimowicz, Adolf Erik Nordenskiöld, Nikołaj Przewalski, Nikołaj Turczaninow, Władimir Obruczew oraz Jan Czerski.
Przy wejściu do budynku wydziału historii znajduje się tzw. kamień jeleni. Jest to czerwono-brązowa płyta granitowa mająca ponad 2500 lat z antycznymi rzeźbami syberyjskimi po obu stronach jej powierzchni. Płyty tego rodzaju były zazwyczaj wznoszone przy grobach najbardziej bogatych i sławnych ówczesnych ludzi. Kamień Jeleni został przywieziony do Irkucka z obszaru na wschód od Bajkału pod koniec XIX w. Ma ponad 2 m wysokości i ponad 1 m szerokości. Kamień pokrywają rzeźby siedmiu jeleni o różnych rozmiarach i dwóch małych koni, oraz rzeźba broni używanej do polowań przez człowieka prymitywnego.
Sale muzealne są miniaturami życia Syberii od czasów prehistorycznych do współczesności. Obecnie muzeum posiada kolekcję archeologiczną mającą powyżej 300 tys. eksponatów, reprezentujących zabytki z okresu paleolitu do epoki żelaza (1 piętro). Są tu m.in. bardzo rzadkie, rzeźbione figury mające ponad 30 000 lat, jurty wykonane ze skór dzikich zwierząt, drewniane chaty, broń i narzędzia buriackich osadników czy portrety pierwszych odkrywców i badaczy Syberii. W muzeum znajduje się największa w Rosji kolekcja archeologiczna nefrytu. Są to ozdoby i narzędzia pracy z białego i zielonego nefrytu, służące jako część wyposażenia z grobów z epoki kamienia i brązu. 
W muzeum znajduje się także bogata kolekcja archeologiczno-etnograficzna oraz przedmioty związane z lamaizmem i szamanizmem. Unikalne zielniki, wypchane zwierzęta i ptaki, stare rękopisy, dzienniki z wypraw geograficznych i geologicznych oraz rękodzieła. Muzeum przechowuje rzadkie dokumenty z XVII wieku o wczesnym osadnictwie syberyjskim oraz największą kolekcję monet na Syberii. Znaleźć tu można także unikalne eksponaty z Chin, Tybetu i Mongolii o bezcennej wartości: posągi Buddy wykonane z brązu, ikony Tanka, maski i szaty dla ceremonii buddyjskich i instrumenty muzyczne: tamburyny, bębny i cymbały miedziane.
W budynku muzeum znajduje się mały sklep z pamiątkami, gdzie można kupić m.in. biżuterię wykonaną z kamieni syberyjskich, przedmioty z drewna i kory brzozy.